# スモーキン (ハンブル・パイのアルバム)
『スモーキン』（Smokin'）は、イギリスのロック・バンド、ハンブル・パイが1972年に発表した5作目のスタジオ・アルバム。バンド史上最大の商業的成功を収めた作品である。

## 背景
ピーター・フランプトンの脱退に伴い、元コロシアムのクレム・クレムソンを後任に迎えて制作された。本作のレコーディングにはスティーヴン・スティルスがゲスト参加しており、「ホット・アンド・ナスティ」でバッキング・ボーカルをオーバー・ダビングしたのに加えて、「ロード・ランナー/ロード・ランナー・G・ジャム」ではハモンドオルガンを演奏した。
「ほら穴の30日間」は、ドラッグの不法所持による30日間の拘留を題材とした曲である。

## 反響・評価
全英アルバムチャートでは5週トップ100入りし、自身最高となる20位を記録した。
アメリカのBillboard 200では6位に達して、バンド唯一の全米トップ10アルバムとなり、1972年9月にはRIAAによりゴールドディスクの認定を受けた。また、本作からのシングル「ホット・アンド・ナスティ」は、アメリカの総合シングル・チャートBillboard Hot 100で最高52位を記録した。
Matthew Greenwaldはオールミュージックにおいて5点満点中4点を付け「リードギタリストは、ピーター・フランプトンから卓越した奏者のクレム・クレムソンに交替したが、バンドの本質は変わっていない」「バンドは疑いの余地なく、1970年代初期のブギー・ムーヴメントにおいて主導的な役割を果たした」と評している。

## 収録曲
特記なき楽曲は作詞がスティーヴ・マリオット、作曲はメンバー4人の共作による。
Side 1
1. ホット・アンド・ナスティ - Hot 'n' Nasty – 3:22
2. フィクサー - The Fixer – 5:02
3. ユア・ソー・グッド・フォー・ミー - You're So Good for Me (Steve Marriott, Greg Ridley) – 3:50
4. カモン・エブリバディ - C'mon Everybody (Jerry Capehart, Eddie Cochran) – 5:13
5. オールド・タイム・フィーリン - Old Time Feelin' (Traditional / Lyrics by S. Marriott) – 4:00

Side 2
1. ほら穴の30日間 - 30 Days in the Hole (S. Marriott) – 3:57
2. ロード・ランナー/ロード・ランナー・G・ジャム - Road Runner/Road Runner's 'G' Jam (Holland–Dozier–Holland / Humble Pie) – 3:43
3. アイ・ワンダー - I Wonder (Cecil Gant, Raymond Leveen) – 8:53
4. スイート・ピース・アンド・タイム - Sweet Peace and Time – 5:48

## カヴァー
- ホット・アンド・ナスティ
  - Superfly - シングル「ハロー・ハロー」（2007年）のカップリング曲として発表[10]。
- ほら穴の30日間
  - MR. BIG - アルバム『MR.BIG』（1989年）にCDボーナス・トラックとして収録。
  - ガヴァメント・ミュール（英語版） - 1998年録音、1999年発表のライヴ・アルバム『Live... With a Little Help from Our Friends』に収録[11]。

## 参加ミュージシャン
- スティーヴ・マリオット - ボーカル、ギター、ハーモニカ、キーボード
- クレム・クレムソン - ギター、キーボード、バッキング・ボーカル
- グレッグ・リドリー - ベース、ボーカル
- ジェリー・シャーリー - ドラムス、ピアノ

アディショナル・ミュージシャン
- アレクシス・コーナー - ティプレ、ボーカル
- スティーヴン・スティルス - バッキング・ボーカル(on #1)、ハモンドオルガン(on #7)
- ドリス・トロイ - バッキング・ボーカル
- マデリン・ベル（英語版） - バッキング・ボーカル